# Papp Andor
Papp Andor (?, 1870. december 16. – Arad, ?) erdélyi magyar újságíró, író, szerkesztő.

## Életútja
A 20. század elején került Aradra. Az 1911-ben indult Délvidék című hetilap, az annak folytatásaként megjelenő Aradi Színpad (később Erdélyi Magyar Színpad) című művészeti lap, majd az ugyancsak Aradon kiadott Kis Újság (1932–41) szerkesztője és tulajdonosa. Szerkesztésében jelent meg A Délvidék Nagy Képes Naptára, ezt követően A Kis Újság Magyar Népnaptárának hat kötete (1936–42) és a Népnaptár három kötete (1942–44).

## Munkássága
Munkái: 
- A szív világából (Nagyszentmiklós, 1896)
- Vérnyomok a hóban (regény, Arad 1909)
- A vörös asszony és más novellák (Arad 1917)
- Papp Andor költeményei (Arad 1916)
- Befelé könnyezem (versek, Arad 1927)
- Lili (Egy színésznő regénye. Arad 1936)
- Amíg eljutunk a boldogságig (regény, Arad 1938)
- A ma nője és más figurák (verses elbeszélés, Arad 1941).